# LUCKY 7
『LUCKY 7』（ラッキーセブン）は、1993年5月10日に森高千里が発表した8枚目のアルバム。

## 概要
- オリジナルアルバムとしては8枚目となるが、タイトルが『LUCKY 7』となったのは、メジャーデビュー7周年を迎えようとしていたためである。
- 本作からはサウンドをそれまでの打ち込み形態を完全に止め、森高がほとんどの曲でドラムを叩いており、「地味な女」「さよなら私の恋」「Memories」を除きピアノも弾いている（「Memories」は打ち込み楽曲である）。
- 前作では1曲のみだった斉藤英夫の楽曲が6曲に増え、他に高橋諭一、伊秩弘将が作曲で参加している。
- 恒例の初回限定盤ブックレット付（32ページカラー写真集）仕様になっている。本アルバムでは一部、異なる写真があるものの、初回盤に使用された写真の中から数点が通常盤にも採用されている（同一写真、トリミング違い）。
- 1998年5月21日にzetimaから再発売された。(規格品番:EPCE-4016)

## 収録曲
| 全作詞: 森高千里。 |                               |           |           |          |      |
| #                  | タイトル                      | 作詞      | 作曲      | 編曲     | 時間 |
| 1.                 | 「手をたたこう」              | 森高千里  | 森高千里  |          | 3:26 |
| 2.                 | 「短気は損気」                | 森高千里  | 高橋諭一  | 高橋諭一 | 2:50 |
| 3.                 | 「晴れた日曜日」              | 森高千里  | 高橋諭一  | 高橋諭一 | 4:37 |
| 4.                 | 「地味な女」                  | 森高千里  | 斉藤英夫  | 斉藤英夫 | 4:27 |
| 5.                 | 「遠い昔」                    | 森高千里  | 高橋諭一  | 高橋諭一 | 3:54 |
| 6.                 | 「ばっさりやってよ」          | 森高千里  | 高橋諭一  | 高橋諭一 | 3:44 |
| 7.                 | 「私の夏（Album Version）」   | 森高千里  | 斉藤英夫  | 斉藤英夫 | 5:33 |
| 8.                 | 「I LOVE YOU」                | 森高千里  | 伊秩弘将  |          | 3:44 |
| 9.                 | 「ハエ男（Album Version）」   | 森高千里  | 森高千里  |          | 4:02 |
| 10.                | 「渡良瀬橋」                  | 森高千里  | 斉藤英夫  | 斉藤英夫 | 3:47 |
| 11.                | 「さよなら私の恋」            | 森高千里  | 斉藤英夫  | 斉藤英夫 | 4:33 |
| 12.                | 「友達の彼」                  | 森高千里  | 伊秩弘将  |          | 4:52 |
| 13.                | 「男のロマン」                | 森高千里  | 斉藤英夫  | 斉藤英夫 | 4:49 |
| 14.                | 「Memories（Album Version）」 | 森高千里  | 斉藤英夫  | 斉藤英夫 | 5:33 |
| 合計時間:          | 合計時間:                     | 合計時間: | 合計時間: | 59:51    |      |

## 参加ミュージシャン
| 手をたたこう - Drums,Guitar Solo,A.Piano：森高千里 - E.Bass：瀬戸由紀男 - Guitars：高橋諭一 短気は損気 - Drums＆A.Piano：森高千里 - Synthesizer Programming,E.Bass＆Guitars：高橋諭一 晴れた日曜日 - Drums＆A.Piano：森高千里 - Guitars：瀬戸由紀男 - Synthesizer Programming：高橋諭一 地味な女 - Drums：森高千里 - Synthesizer Programming,E.Bass＆Guitars：斉藤英夫 遠い昔 - Drums,Guitar Solo,A.Piano：森高千里 - E.Bass：瀬戸由紀男 - Guitars：高橋諭一 ばっさりやってよ - Drums＆A.Piano：森高千里 - E.Bass：瀬戸由紀男 - Synthesizer Programming,Guitars＆Chorus：高橋諭一 私の夏 - Drums＆A.Piano：森高千里 - Synthesizer Programming,E.Bass＆Guitars：斉藤英夫 | I Love You - Drums＆A.Piano：森高千里 - Synthesizer Programming,Guitars＆Chorus：高橋諭一 ハエ男 - Drums＆A.Piano（left channel）：森高千里 - A.Piano（right channel）：橋本慎 - E.Bass：瀬戸由紀男 - Guitars：緒方英二 渡良瀬橋 - Drums,A.Piano＆Recorder：森高千里 - Synthesizer Programming,E.Bass,Guitars＆Tambourine：斉藤英夫 さよなら私の恋 - Drums：森高千里 - A.Guitar：高橋順 - Synthesizer Programming,E.Bass,Guitars＆Keyboards：斉藤英夫 友達の彼 - Drums：森高千里 - Guitars：瀬戸由紀男・高橋諭一 - Synthesizer Programming＆E.Bass：高橋諭一 男のロマン - Drums＆A.Piano：森高千里 - Synthesizer Programming,E.Bass,Guitars＆Organ：斉藤英夫 Memories - Tom Tom Solo：森高千里 - Synthesizer Programming,E.Bass＆Guitars：斉藤英夫 |